# Джулі Гарріс
Джулі Енн Гарріс (англ. Julie Anne Harris; 2 грудня 1925, Гросс-Пойнт, Мічиган — 24 серпня 2013, Вест Чатем, Массачусетс) — американська актриса театру, кіно та телебачення. За свою кар'єру вона отримала п'ять премій «Тоні», три «Еммі», а також була номінована на «Оскар».

## Біографія
Дебют Джулі в кіно відбувся 1952 року у фільмі «Гостя на весіллі». За свою роль вона була номінована на «Оскар». У тому ж році отримала премію «Тоні» як найкраща актриса. Згодом Джулі отримувала «Тоні» у 1956, 1969, 1973 і 1977 роках.
1955 року Джулі знялася у фільмі «На схід від раю». Її партнерами по знімальному майданчику стали Джеймс Дін, Річард Давалос і Джо Ван Фліт. Абра, героїня Джулі, робить нелегкий вибір між двома братами. Однією з найпомітніших стрічок 1960-х років за участю Джулі стала картина Джона Г'юстона «Відблиски у золотому оці». Її героїня у цьому фільмі потерпає через зради чоловіка та переживає недавню смерть новонародженої дитини.
З 1980 по 1987 рік Гарріс грала роль матері Велін Юїнг (Джоан Ван Арк) у серіалі «Тиха пристань»..
Померла 24 серпня 2013 року у 87-річному віці через серцеву недостатность.

## Часткова фільмографія
- 1952: Гостя на весіллі/The Member of the Wedding — Френкі Едамс
- 1955: Я є фотоапарат — Саллі Боулз
- 1955: На схід від раю — Абра
- 1957: Правда про жінок — Хелен Купер
- 1957: Жайворонок (The Lark, 1957) — Жанна д'Арк
- 1958: Sally's Irish Rogue — Саллі Хеміл
- 1962: Реквієм за важкоатлетом — Грейс Міллер
- 1963: Будинок з привидами — Елеонор «Нелл» Ленс
- 1964: Гамлет — Офелія
- 1966: Гарпер (Harper, 1966) — співачка Бетті Фрейлі
- 1966: Тепер ти великий хлопчик — міс Нора Тінг
- 1967: Відблиски у золотому оці — Елісон Ленгдон
- 1968: Опівнічна подорож — Леона Джиллінгс
- 1968: Поділ — Гледіс
- 1968 — Велика долина — Дженні Голл
- 1970: Люди по сусідству — Джеррі Мейсон
- 1975: потаємне місце — Бетсі тен Бум
- 1976: Подорож проклятих — Еліс Файнчайлд
- 1979: Скляний ковпак — пані Грінвуд
- 1983: Бронте — Шарлотта Бронте
- 1985: Хвиля злочинності
- 1986: Лускунчик
- 1988: Горили в тумані
- 1992: Господарка дому
- 1993: Темна половина
- 1994: Скарлетт / Scarlett — Елеонора Батлер
- 1996: Захоплення
- 1997: Ruth Orkin: Frames of Life
- 1997: Bad Manners
- 1998: Passage pour le paradis
- 1999: Love Is Strange
- 2006: The Way Back Home